# Суворова, Татьяна Алексеевна
Татьяна Алексеевна Суворова (род. 1966, Свердловск) — русская писательница-фантастка.
Окончила факультет журналистики Уральского государственного университета. Работала в издательстве «Старт». Живёт в Екатеринбурге.

## Список произведений
- Сердце Бездны. — М.: АСТ, 2000. — 382 с. — 11 000 экз. — ISBN 5-17-003086-X («Сердце бездны», «Чёрный талисман»)
- Плата по векселям (сборник рассказов). — Прометей, 1989. — 14 с. — 50 000 экз.